# 이누스타사키
이누스타사키(Pithecia inusta)는 사키원숭이과에 속하는 영장류의 일종이다. 우카얄리강 상류의 양쪽의 페루 중앙 동부 지역과 주루아강 하류의 브라질 서부 국경 지대에서 발견되며, 자바리강 남부 지역에서도 서식하는 것으로 추정된다.